# 板子讹可
完颜讹可（？—1232年），因为误称宫中牙牌为板子，时称板子讹可，又称板讹可、板子元帅。金朝末年皇族，完颜氏，女真人。
完颜讹可是护卫出身。因曾经误以报班齐的宫中牙牌为板子，还有一种说法是因为他会打毯，故以为名。以元帅右监军、邠泾总帅、权参知政事，奉旨于邠州、泾州、凤翔府等地往来防守。受奉御六儿监战，二人有矛盾。正大七年（1230年），应召赴京师开封府。正大八年（1231年），改任河中总帅，与草火讹可取代完颜阿禄一起守卫河中府（治今山西永济西蒲州镇），抗拒蒙古军，奉御六儿随任。河中府被蒙古兵所围，坚守孤城三月有余。十二月，城破，完颜讹可苦战力尽，领败兵夺船逃至阌乡。监战奉御六儿上报他畏怯避远。天兴元年（1232年），金哀宗不能效死疆场之罪，将他处杖刑二百致死。